# Piridoxina
Piridoxina, también conocida como vitamina B6, es una forma de vitamina B6 que se encuentra comúnmente en los alimentos y se utiliza como suplemento dietético.  Como suplemento se usa para tratar y prevenir la deficiencia de piridoxina, anemia sideroblástica, epilepsia dependiente de piridoxina, ciertos trastornos metabólicos, problemas con la isoniazida y ciertos tipos de envenenamiento por hongos.  Se administra por vía oral o por inyección. 
Suele ser bien tolerada.  En ocasiones, los efectos secundarios incluyen dolor de cabeza, entumecimiento y somnolencia.  Las dosis normales son seguras durante el embarazo y la lactancia.  La piridoxina se encuentra en la familia de vitaminas de vitamina B.  Es requerida por el cuerpo para producir aminoácidos, carbohidratos y lípidos.  Las fuentes en la dieta incluyen frutas, verduras y granos.
La piridoxina se descubrió en 1934, se aisló en 1938 y se fabricó por primera vez en 1939.  Está en la Lista de medicamentos esenciales de la Organización Mundial de la Salud, los medicamentos más efectivos y seguros que se necesitan en un sistema de salud.  La piridoxina está disponible como un medicamento genérico y de venta libre.  El costo mayorista en el mundo en desarrollo es de aproximadamente US$0,59 a 3,54 por mes.

## Usos médicos
Como suplemento se usa para tratar y prevenir la deficiencia de piridoxina, anemia sideroblástica, epilepsia dependiente de piridoxina, ciertos trastornos metabólicos, problemas con la isoniazida y ciertos tipos de envenenamiento por hongos.  La epilepsia dependiente de piridoxina es un tipo de epilepsia poco frecuente que no mejora con los medicamentos anticonvulsivos típicos.  La piridoxina se administra por vía oral o por inyección. 
La piridoxina en combinación con doxilamina se usa como tratamiento para las náuseas matutinas en mujeres embarazadas.  Se ha utilizado en la exposición a la hidracina con un efecto poco claro.

## Efectos secundarios
Suele ser bien tolerada.  En ocasiones, los efectos secundarios incluyen dolor de cabeza, entumecimiento y somnolencia.  Las dosis normales son seguras durante el embarazo y la lactancia. 

## Mecanismo
La piridoxina se encuentra en la familia de vitaminas de vitamina B.  Es requerida por el cuerpo para producir aminoácidos, carbohidratos y lípidos.  Las fuentes en la dieta incluyen frutas, verduras y granos. 

## Historia y cultura
La piridoxina se descubrió en 1934, se aisló en 1938 y se fabricó por primera vez en 1939.  Está en la Lista de medicamentos esenciales de la Organización Mundial de la Salud, los medicamentos más efectivos y seguros que se necesitan en un sistema de salud.  La piridoxina está disponible como un medicamento genérico y de venta libre.  El costo mayorista en el mundo en desarrollo es de aproximadamente US$0,59 a 3,54 por mes. Los alimentos, como los cereales para el desayuno, tienen piridoxina agregada en algunos países. 